# Kersia Rosie
Kersia Rosie románul: Cârșa Roșie, falu Romániában, a Bánságban, Krassó-Szörény megyében.

## Fekvése
Újsopot (Şopotu Nou) mellett fekvő település.

## Története
Kersia Rosie (Cârşa Roşie) korábban Újsopot (Şopotu Nou) része volt. 1956-ban vált külön településsé 57 lakossal.
1966-ban 127, 1977-ben 114, 1992-ben 94, a 2002-es népszámláláskor pedig 79 román lakosa volt.